# 데니 딜런
데니 딜런(영어: Denny Dillon, 1951년 5월 18일 ~ )은 미국의 배우이다.
클리블랜드에서 태어났다. 브로드웨이와 새터데이 나잇 라이브에서 공연하였다.

## 영화
- 마더스 하우스 (2011년) - 트레이시 역
- 플라이트 93 (2006년)
- 아이스 에이지 (2002년)
- 하우스 4 (1992년)
- 천국에서의 6분 (1985년)
- 내일은 스타 (1982년)
- 토요일 밤의 열기 (1977년) - 도린 역
- 새터데이 나잇 라이브 (1975년)